# François Nicolaas Fagel

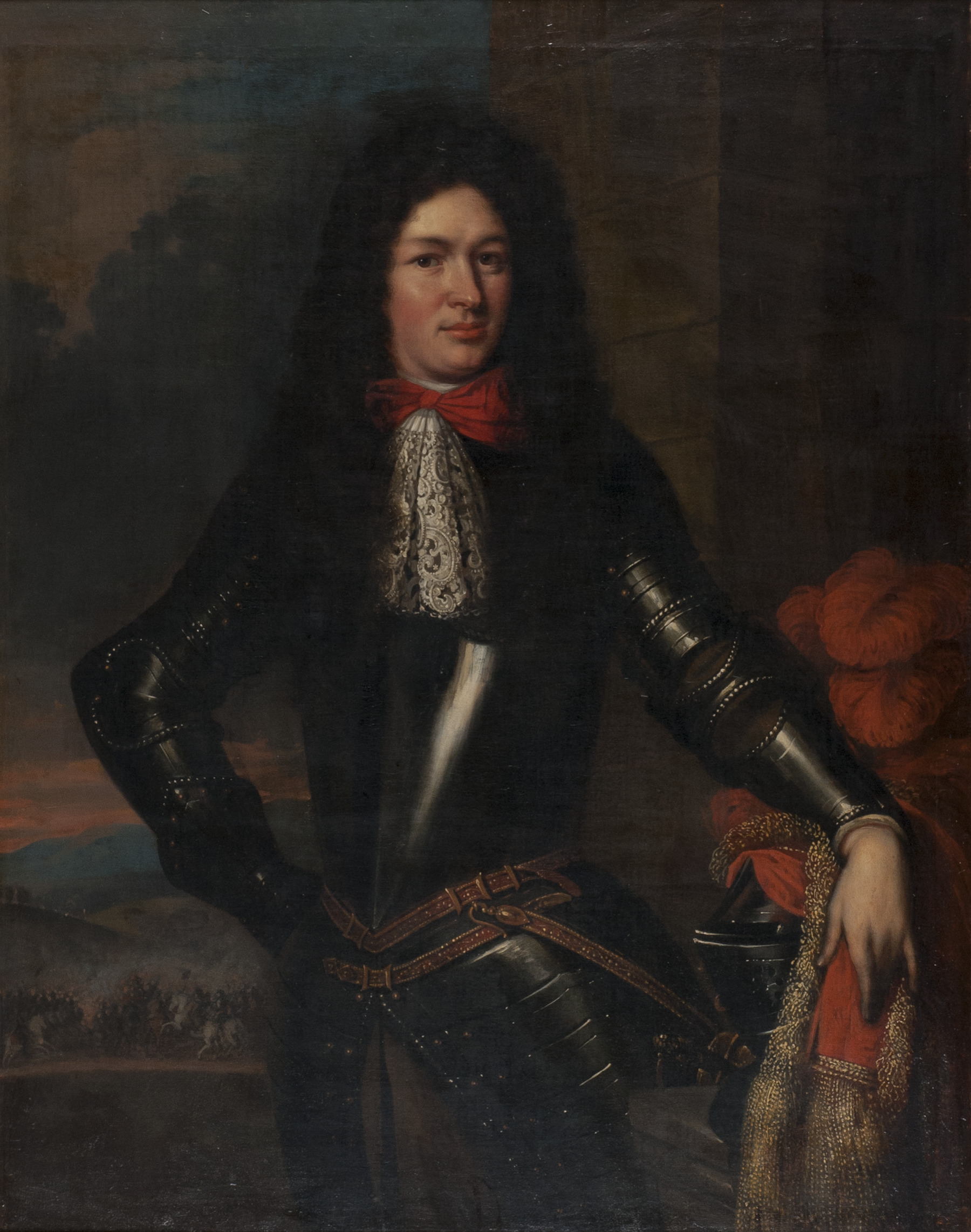
François-Nicolas Fagel

Baron Francois Nicolaas Fagel (auch François-Nicolas Fagel; * 1645 in Nimwegen; † 23. Februar 1718 in Sluis) war ein Feldmarschallleutnant der Habsburgischen Niederlande. Er wurde durch Kaiser Leopold I. zum Baron des Heiligen römischen Reiches erhoben.

## Leben
François-Nicolas Fagel aus dem Geschlecht der Fagel war der Sohn des Bürgermeisters von Nimwegen Nicolas Fagel und dessen Ehefrau Elisabeth Robbe sowie der Neffe von Gaspar Fagel.
Er zeichnete sich 1690 im Pfälzischen Erbfolgekrieg vor Fleurus gegen die Franzosen aus. Er war 1691 Befehlshaber bei der Verteidigung von Mons und 1695 bei der Belagerung von Namur.
Im Spanischen Erbfolgekrieg führte er im Oktober 1702 als Generalleutnant beim Sturm auf Lüttich wie auch 1703 bei der Belagerung von Bonn das Kommando und kämpfte am 30. Juni 1703 bei Ekeren.
Fagel wurde der Armee in Portugal zugeteilt und wechselte sich in dem Feldzug von 1705, Tag für Tag mit General Henri de Massue de Ruvigny, 1. Earl of Galway im Kommando ab.
Er nahm Valencia und Albuquerque ein und setzte die Belagerung von Badajoz durch.
Nach Holland zurückgekehrt, befehligte er 1709 bei der Belagerung von Tournai, und kämpfte in den Schlachten bei Ramillies und Malplaquet mit. Er belagerte Béthune, erreichte 1711 die Übergabe der Festung Bouchain, erzwang 1712 den Übergang über die Schelde und eroberte die Festung Le Quesnoy. Er starb als General der Infanterie im Dienste der Generalstaaten.